# Tereza Hyťhová
Tereza Hyťhová (nascida a 23 de fevereiro de 1995) é uma política checa e ex-membro da Câmara dos Deputados da República Checa. Ela foi eleita para representar a Região de Ústí nad Labem pelo partido Liberdade e Democracia Directa em outubro de 2017, antes de mudar para o Movimento Cidadão Tricolor em julho de 2020. Foi membro da Comissão de Escolas e Social da Câmara dos Deputados.